# بريت هيدغدورن
بريت هيدغدورن (بالألمانية: Britt Hagedorn)‏ هي مقدمة تلفزيونية ألمانية، ولدت في 2 يناير 1972 في هامبورغ في ألمانيا.

## وصلات خارجية
- بريت هيدغدورن على موقع IMDb (الإنجليزية)